# Sarlis
Els sarlis (àrab Sarliyya prop de Mossul o Kakaiya prop de Kirkuk) són una comunitat al Kurdistan del Sud. Els sarlis viuen a sis pobles a la vora del Gran Zab, prop de la seva unió amb el Tigris a uns 45 km al sud de Mossul. El poble més important és Wardak i el segon Sufayya. Els kakaiya viuen en alguns pobles al sud-est de Kirkuk; els primers són agricultors i pescadors i els segons són més educats i molts són metges, advocats o mestres. Se'n sap molt poca cosa; estan relacionats amb els kurds guranis i els zaza. La seva llengua, el sarli, sembla una barreja de kurd, persa i turc. Els que viuen prop de Mossul serien d'origen turc i els que viuen prop de Kirkuk serien d'origen kurd. El seu nombre és desconegut però no passaria d'uns pocs milers. La seva religió, monoteista, seria la mateixa que la dels Ahl-i Hakk de l'Iran; no practiquen ni el dejuni ni la pregària. Ells mateixos s'identifiquen com a kurds i especialment els kakaiya que derivarien dels kurd Kake que ja vivien a la vora de Kirkuk. El símbol dels sarlis és un ornament amb forats triangulars que apareix a la major part de les seves cases. Porten noms musulmans.